# Guatteria atabapensis
Guatteria atabapensis là một loài thực vật thuộc họ Annonaceae. Đây là loài đặc hữu của Venezuela.